# Gragjanski Skopje
Lo Sportski klub Gragjanski, in (in serbo Спортски клуб Грађански?), fu una società calcistica macedone con sede nella città di Skopje. Fra il 1941 ed il 1947 cambiò il nome in Makedonija (in macedone Македония Скопие? e in bulgaro Македонија Скопје?).
Il nome Gragjanski (in in serbo Građanski?), nome molto comune fra le società sportive della ex Jugoslavia, significa "civico/cittadino".
Fu il club più titolato della sottofederazione di Skopje, infatti fu l'unica a raggiungere il Državno prvenstvo, il campionato nazionale del Regno di Jugoslavia.

## Storia
La società ha militato nel campionato della sottofederazione di Belgrado dal 1922 al 1927 e, poi, nel torneo della sottofederazione di Skopje durante il periodo compreso tra il 1927 e il 1940, conquistando tre titoli e disputando anche il campionato nazionale in quattro occasioni, unica squadra macedone a riuscirvi.
Nella prima occasione (1935-36) il torneo si disputava con la formula dell'eliminazione diretta tra le vincitrici dei tornei regionali. Il Gragjanski superò gli ottavi di finale eliminando il Građanski Niš (sconfitta 1-2 all'andata in trasferta, rimontata con un 4-0 in casa), ma fu poi sconfitto nei quarti dallo Slavija con il pesante punteggio di 1-10 nella gara di ritorno, ad annullare il 2-1 dell'andata. Nel 1938-39, quando il campionato si disputava con la formula del girone all'italiana, il club si classificò al 10º posto su 12 squadre partecipanti, ottenendo la permanenza nel torneo.
A partire dal 1939 il campionato nazionale fu suddiviso in due distinti tornei: la Hrvatsko-slovenska liga, disputata dalle squadre croate e slovene e la Srpska liga, dove competevano le formazioni serbe. Il Gragjanski fu ammesso a questo torneo in quanto ricadente sotto la giurisdizione di Belgrado. Al termine della stagione 1939-40 si classificò al 5º posto, e nel 1940-1941 l'8º posto finale (su 10 squadre) garantì la permanenza nella divisione.
Nella primavera del 1941 il territorio corrispondente all'attuale Repubblica di Macedonia venne annesso alla Bulgaria; al Gragjanski vennero annesse altre squadre concittadine: SSK Skopje, ŽSK, Pobeda e Jug. Venne così formato il Makedonija, che entrò a competere nel campionato bulgaro..
Dopo la seconda guerra mondiale il club rientrò nel sistema calcistico Jugoslavo. Nella prima stagione (1945-46) si piazzò al secondo posto, dietro al rinato Pobeda, nella Makedonska liga e fallì l'accesso al massimo campionato. Nella stagione successiva (1946-47), il Makedonija vinse il torneo regionale, ma fallì gli spareggi-promozione.
Il 22 luglio 1947, il club si fuse con il Pobeda per dare vita al Vardar.

## Palmarès

### Competizioni nazionali
- Campionato della sottofederazione calcistica di Skopje: 3

1936, 1937, 1938
- Makedonska republička liga: 2

1944-1945, 1946-1947

### Altri piazzamenti
- Campionato di Bulgaria

Finalista: 1942
- Coppa di Bulgaria:

Semifinalista: 1941

## Allenatori
- Dušan Marković (1938 – 1939)
- Illés Spitz (1939 – 1946)